# Max Russi
Max Russi (Salto do Lontra), é um político brasileiro, filiado ao PSB. Nas eleições de 2022, foi eleito deputado estadual pelo MT.